# Burnhaupt-le-Haut
Burnhaupt-le-Haut är en kommun i departementet Haut-Rhin i regionen Grand Est (tidigare regionen Alsace) i nordöstra Frankrike. Kommunen ligger i kantonen Cernay som tillhör arrondissementet Thann. År 2022 hade Burnhaupt-le-Haut 1 753 invånare.

## Befolkningsutveckling
Antalet invånare i kommunen Burnhaupt-le-Haut
| Referens: INSEE |